# Kurarua pallida
Kurarua pallida är en skalbaggsart som beskrevs av Tatsuya Niisato 1990. Kurarua pallida ingår i släktet Kurarua och familjen långhorningar. Inga underarter finns listade i Catalogue of Life.